# José Antonio Saco
José Antonio Saco (Bayamo, 1797 – Barcellona, 1879) è stato uno scrittore cubano.
Nel 1824 si spostò a New York, ove fondò (1828) El mensajero semanal. Spostatosi in Spagna, scrisse Protesta de los diputados electos por la isla de Cuba, veemente rimostranza contro l'esclusione dei Cubani dalle Cortes (parlamento). Si trasferì dunque a Parigi, ma fu presto rieletto alle Cortes, sebbene morì poco dopo.